# Victoria: An Empire Under the Sun
Victoria - An Empire Under the Sun är ett datorspel, utvecklat av Paradox Entertainment och utgivet 2003. Spelet behandlar den industriella revolutionen.

## Handling
Spelet sträcker sig mellan 1836 och 1920. Som i nästan alla andra spel gjorda av Paradox så får man kontrollen över ett land och styr det mot ära och världsherravälde - eller undergång. Spelet är dock ganska öppet i sitt utförande, och spelaren är fri att sätta sina egna mål och därmed själv avgöra vad som räknas som vinst. Ett mål kan till exempel vara att som Ryssland behålla den absoluta monarkin som styrelseskick ända fram till spelets slut.
I sitt standardutförande (vaniljversionen) har spelet fyra scenarion som börjar åren 1836, 1861, 1881 respektive 1914. Det sista startåret gör Victoria till ett av de ytterst få strategispel för dator som behandlar första världskriget.
Spelet var tänkt att överbrygga perioden mellan bolagets tidigare succétitlar Europa Universalis och Hearts of Iron, men dessvärre är många recensenter och även spelare av bolagets tidigare titlar av åsikten att det är alldeles för komplicerat för att ge någon större behållning. Å andra sidan menar många av de som spelar Victoria att det är just detta som gör det till Paradox Entertainments bästa titel.
Ett antal modifieringar (det vill säga alternativa scenarion och förbättringar) har gjorts, till de mest populära räknas:
- VIP (Victoria Improvement Project, som försöker göra spelet mer historiskt)
- TWEP (The Worldwide Era of Peace, skapar ett scenario för perioden 1919-1933)

## Utvidgningar
Victoria Revolutions är en expansion till Victoria med en hel del modifieringar som exempelvis att man spelar ända fram till 1936 och sedan konverterar spelet till Hearts of Iron II: Doomsday och kan då spela ända fram till 1953. Allt man kan påverka, till exempel uppfinningar, landets infrastruktur, styrelsesätt, soldater, industriella kapacitet, landets storlek, allianser med mera kan alltså se helt annorlunda ut om man börjar spela Victoria Revolutions från år 1836 och sedan konverterar och börjar spela från Hearts of Iron II: Doomsday.
Den 19 augusti 2009 utannonserade Paradox en uppföljare till Victoria - Victoria 2.